# Dallas Cowboys 1971
La stagione 1971 dei Dallas Cowboys è stata la 12ª della franchigia nella National Football League, la prima nel nuovo Texas Stadium periferia di Irving, Texas. Il club guidò la NFL con 406 punti segnati.
Per la sesta stagione consecutiva, i Cowboys terminarono al primo posto della propria division. Vinsero la seconda finale della NFC consecutiva e batterono i Miami Dolphins nel Super Bowl VI, vincendo il primo titolo della loro storia. Furono la prima squadra squadra della NFC a vincere Super Bowl dalla fusione dell'anno precedente tra National Football League e American Football League. Il quarterback Roger Staubach fu nominato MVP del Super Bowl dopo avere completato 12 passaggi su 19 per 119 yard e 2 touchdown.

## Calendario

### Stagione regolare
| Turno | Data  | Risultato | Record | Avversario             | P. fatti | P. subiti | Primi Down | Pubblico |
| ----- | ----- | --------- | ------ | ---------------------- | -------- | --------- | ---------- | -------- |
| 1     | 19/9  | V         | 1–0    | at Buffalo Bills       | 49       | 37        | 19         | 46,206   |
| 2     | 26/9  | V         | 2–0    | at Philadelphia Eagles | 42       | 7         | 23         | 65,358   |
| 3     | 3/10  | S         | 2–1    | Washington Redskins    | 16       | 20        | 20         | 61,554   |
| 4     | 11/10 | V         | 3–1    | New York Giants        | 20       | 13        | 21         | 68,378   |
| 5     | 17/10 | S         | 3–2    | at New Orleans Saints  | 14       | 24        | 20         | 83,088   |
| 6     | 24/10 | V         | 4–2    | New England Patriots   | 44       | 21        | 20         | 65,708   |
| 7     | 31/10 | S         | 4–3    | at Chicago Bears       | 19       | 23        | 26         | 55,049   |
| 8     | 7/11  | V         | 5–3    | at St. Louis Cardinals | 16       | 13        | 20         | 50,486   |
| 9     | 14/11 | V         | 6–3    | Philadelphia Eagles    | 20       | 7         | 21         | 60,178   |
| 10    | 21/11 | V         | 7–3    | at Washington Redskins | 13       | 0         | 16         | 53,041   |
| 11    | 25/11 | V         | 8–3    | Los Angeles Rams       | 28       | 21        | 15         | 66,595   |
| 12    | 4/12  | V         | 9–3    | New York Jets          | 52       | 10        | 26         | 66,689   |
| 13    | 12/12 | V         | 10–3   | at New York Giants     | 42       | 14        | 23         | 62,815   |
| 14    | 18/12 | V         | 11–3   | St. Louis Cardinals    | 31       | 12        | 18         | 66,672   |

### Playoff
| Turno            | Data  | Avversario               | Risultato |
| ---------------- | ----- | ------------------------ | --------- |
| Divisional       | 25/12 | vs. at Minnesota Vikings | V 20-12   |
| NFC Championship | 2/1   | vs. San Francisco 49ers  | V 14-3    |
| Super Bowl VI    | 16/1  | vs. Miami Dolphins       | V 24-3    |

## Premi
- Roger Staubach:

MVP del Super Bowl